# Chủ nghĩa Tam Dân
Chủ nghĩa Tam Dân hay Học thuyết Tam Dân (phồn thể: 三民主義, giản thể: 三民主义) là một cương lĩnh chính trị do Tôn Dật Tiên đề xuất, với tinh thần biến đất nước Trung Hoa (khi đó đang trong triều đại nhà Thanh của người Mãn Châu) thành một quốc gia tự do, phồn vinh và hùng mạnh. Việc kế thừa và hiện thực ngày nay thể hiện rõ nhất trong tổ chức chính quyền của Trung Hoa Dân Quốc (Đài Loan). Triết lý này cũng xuất hiện trong dòng đầu tiên của Quốc ca Trung Hoa Dân Quốc. Cương lĩnh (hay học thuyết) chính trị này bao gồm: Dân tộc độc lập (民族獨立), Dân quyền tự do (民權自由), Dân sinh hạnh phúc (民生幸福). Chủ nghĩa Tam dân có ảnh hưởng đến cả Mao Trạch Đông và Tưởng Giới Thạch, cả hai đều mến mộ Tôn Trung Sơn, cho dù là đối thủ của nhau và đều hay được xem là những nhà cai trị độc đoán. Chủ nghĩa Tam Dân cũng được ghi nhận là có ảnh hưởng lớn trong lịch sử chính trị Việt Nam hiện đại và là nguồn gốc của Tiêu ngữ Độc lập - Tự do - Hạnh phúc của Nhà nước Việt Nam.

## Nguồn gốc

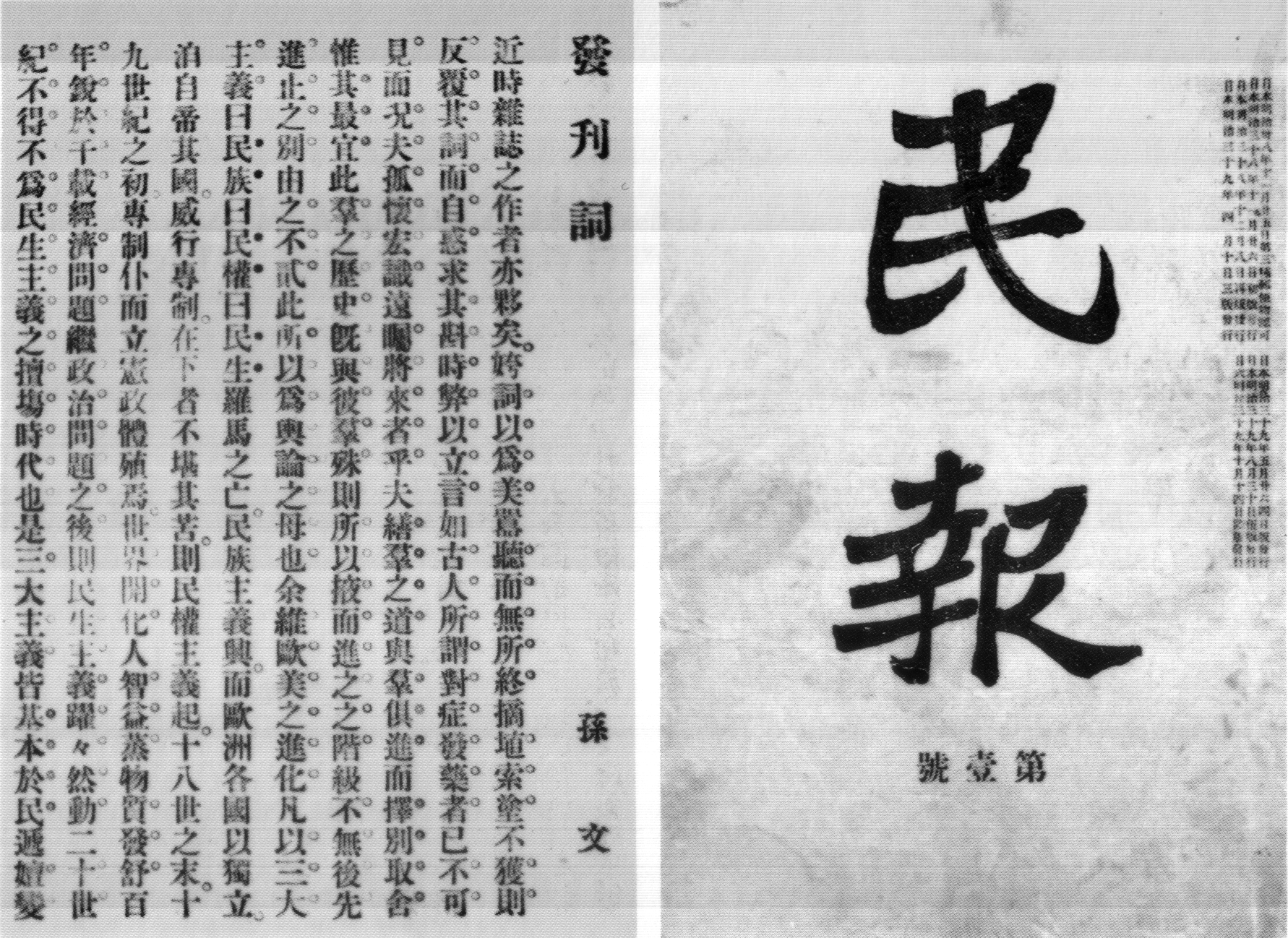
Khái niệm đầu tiên xuất hiện trên tờ Dân Báo năm 1905 là "Tam đại chủ nghĩa" (三大 主義, Ba nguyên tắc lớn) thay vì "Tam dân chủ nghĩa" (三民主義) như ngày nay.

### Đài Loan

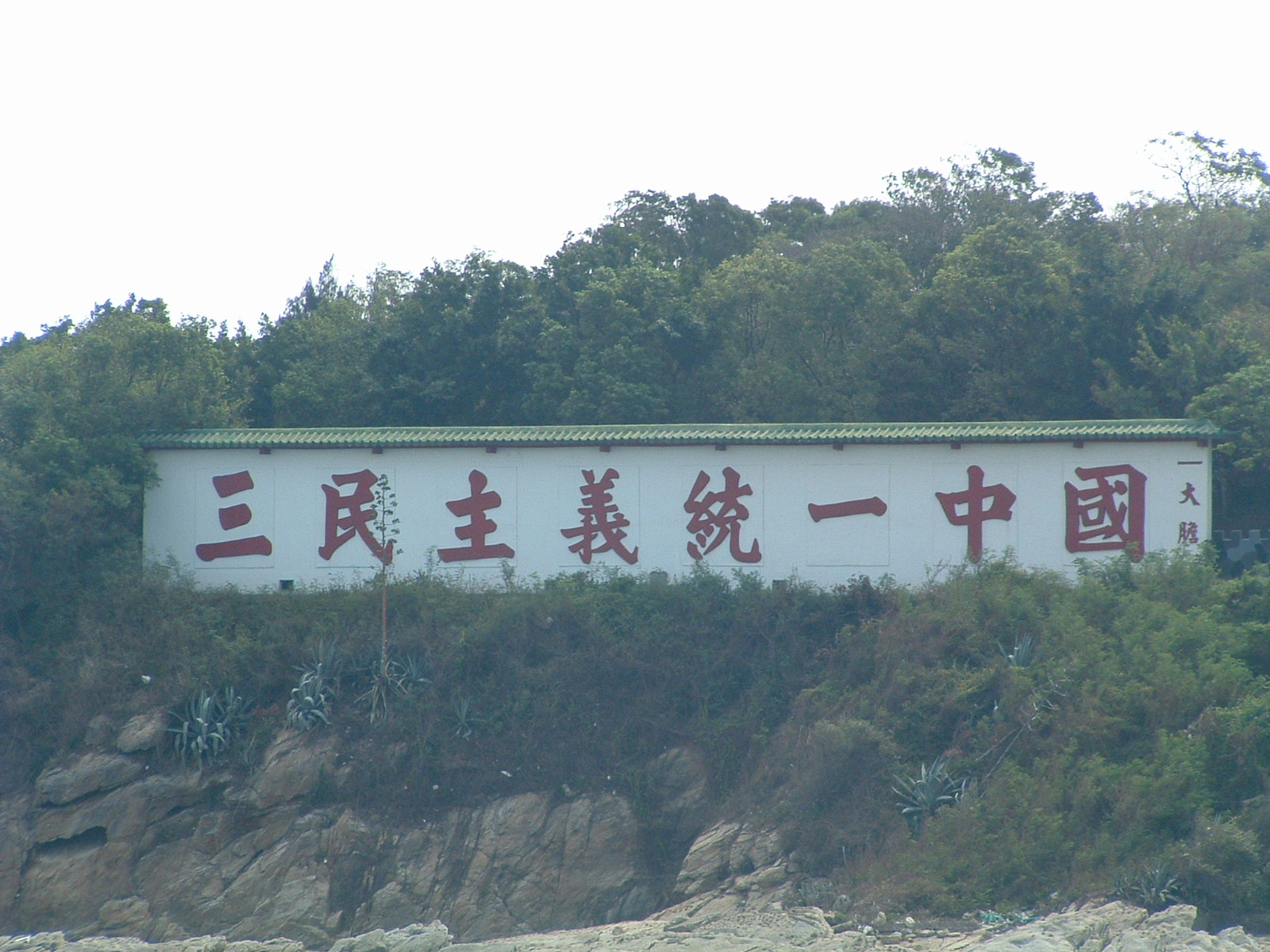
Một bảng hiệu trên đảo Đại Đảm gần Kim Môn đối diện với Trung Quốc Đại lục tuyên bố "Tam Dân chủ nghĩa thống nhất Trung Quốc"